# Club Bamin Real Potosí

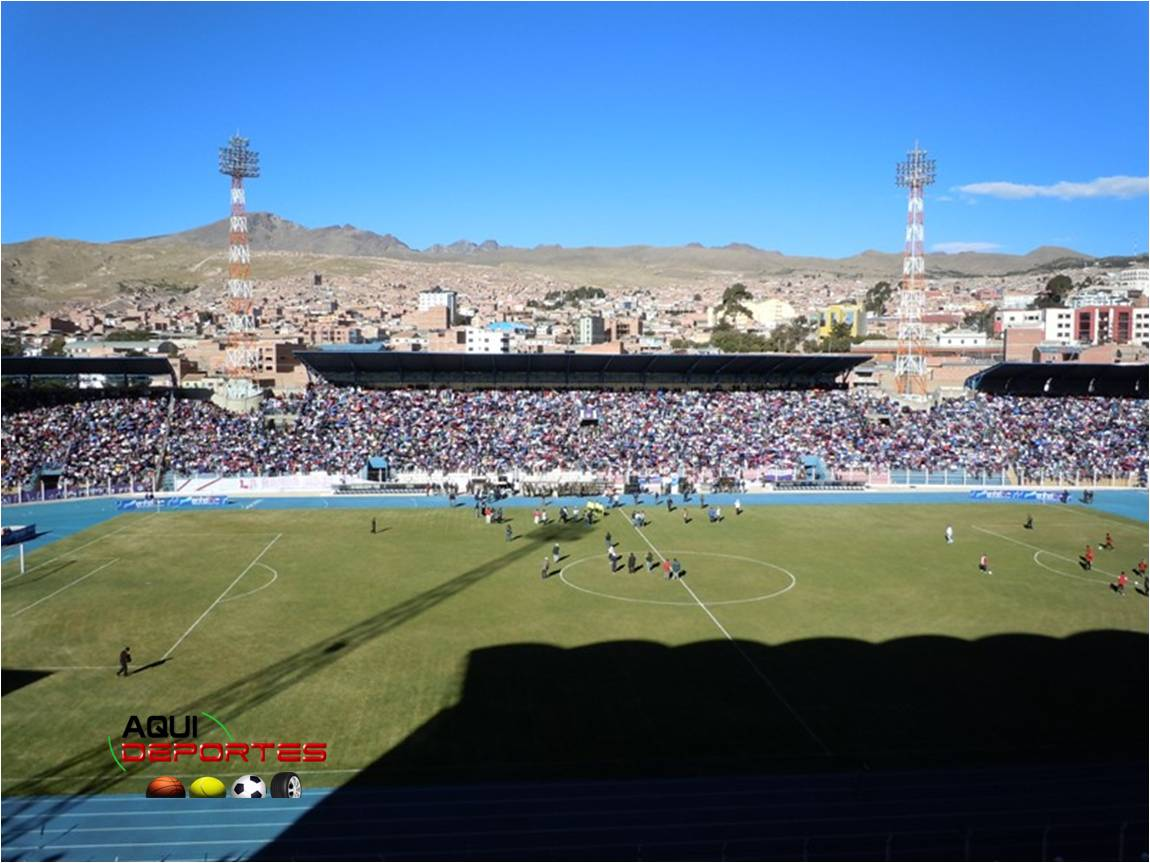
Estadio Victor Agustín Ugarte

Club Bamin Real Potosí is een Boliviaanse voetbalclub uit de stad Potosí.
De club werd in 1941 opgericht als Club Bamin Potosí. Na een kort verblijf in de hoogste klasse in 1985 verdween de club. In 1994 werd de club heropgericht als Club Real Potosí en promoveerde in 1997 weer naar de hoogste klasse. Tien jaar later won de club de landstitel.

## Erelijst
- Copa Simón Bolívar

1997
- Liga de Fútbol Boliviano

2007 (A)

## Bekende (oud-)spelers
Always Ready ·
Atlético Palmaflor ·
Aurora · 
Blooming · 
Bolívar · 
Guabirá · 
Independiente Petrolero · 
Jorge Wilstermann · 
Libertad Gran Mamoré · 
Nacional Potosí · 
Oriente Petrolero · 
Real Santa Cruz · 
Real Tomayapo · 
Royal Pari ·  
The Strongest · 
Universitario de Vinto · 
Vaca Díez ·